# A bikaborjak
A bikaborjak (I vitelloni / Les Vitelloni) 1953-ban bemutatott fekete–fehér olasz–francia filmdráma. Federico Fellini második önálló alkotása a Maestro első sikeres filmje volt, amely a nagy áttörést jelentette az egyik főszereplő, Alberto Sordi számára. (Fellini számára az igazi áttörést jelentő kiugró siker az egy évvel későbbi Országúton volt.) A forgatás a Fellini-művek esetében megszokottnak mondható nehézségek közepette, de alapvetően derűs légkörben zajlott. A XIV. Velencei Filmfesztiválon A bikaborjak Ezüst Oroszlán-díjat kapott. A sikeres fogadtatásnak köszönhetően felmerült a folytatás lehetősége, ami kivételesen magát Fellinit is érdekelte. A Moraldo a városban címmel megírt filmnovella végül nem valósult meg, bizonyos motívumait azonban Fellini felhasználta az Édes élet (1960) című filmjéhez.

## A cselekmény
|  | Alább a cselekmény részletei következnek! |

A történet az 1953-as Miss Szirén szépségversenyen indul, melynek nézői között a főszereplők is helyet foglalnak: Fausto, Moraldo, Alberto, Leopoldo és Riccardo. A versenyt Moraldo húga, Sandra nyeri, ám a rendezvénynek egy hirtelen jött vihar véget vet. Leopoldót – aki drámaírással próbálkozik – bemutatják a zsűri egyik tagjának, a Rómából érkezett színésznőnek, aki azonban semmilyen érdeklődést nem mutat az írópalánta iránt. Sandra váratlanul rosszul lesz, és ez kisebb riadalmat okoz. A körülötte állók közül valaki felveti, hogy a lány talán állapotos. Miután Sandra magához tér, sírva mondja, hogy meg akar halni. A tekintetváltásokból egyértelműen sejthető, hogy Faustónak köze van a lány kétségbeeséséhez. A fiatalember hazamegy, és csomagolni kezd. Apjának azt mondja, hogy azért akar elutazni, hogy munkát vállaljon, sőt 5000 lírát kér is tőle az útra. Megjelenik Moraldo, és elmondja Faustónak, hogy Sandra tényleg várandós. Fausto azt állítja, éppen a lány miatt akar Milánóba menni, hogy munkát vállaljon. Feltűnően gyakran esküdözik arról, hogy mennyire szereti Sandrát. Moretti úr nem engedi, hogy a fia elutazzon, kis híján megveri őt, és ragaszkodik ahhoz, hogy fia vegye feleségül a megesett lányt, akinek az apja épp olyan tisztességes ember, mint maga Moretti úr.
A házasság létre is jön, a vasútállomásra pedig mindenki kikíséri az ifjú párt, akik nászútra indulnak. Rubininé megjegyzése azonban Moretti úr számára is egyértelművé teszi, hogy az asszony mit gondol valójában az újdonsült vejéről. A bikaborjak esti beszélgetésén szintén megoszlanak a vélemények Faustóról. Alberto szerint barátjuk egy semmirekellő, Moraldo viszont húga érdekében is szeretné azt hinni, hogy ez nem igaz. Alberto egyébként a nővérével és az anyjával él, Riccardo a szüleivel, Leopoldo pedig a nénjeivel. Leopoldo esténként szívesen írogat, de ezt a tevékenységet bármikor szívesen félbehagyja, hogy a nyitott ablakon keresztül a szomszédék cselédlányának, Caterinának udvaroljon. Moraldo közben az éjszakai utcán lődörög, és találkozik Guidóval. A fiatal fiú hajnali 3-kor már munkába megy a közeli vasútállomásra. Másnap reggel Alberto elmegy nővére munkahelyére, hogy 1000 lírát kérjen tőle. A lány csak 500-at tud adni, de még vissza se ment dolgozni, máris megjelenik Alberto egyik barátja egy biztosnak mondott lóversenytippel. Később a testvérek újra találkoznak a tengerparton. Olga egy férfival van, és arra kéri a fivérét, hogy ne szóljon anyjuknak arról, hogy látta őket. Otthon Alberto azt követeli a nővérétől, hogy szakítson a fiújával, aki nős, Olga viszont nem hagyja, hogy testvére beleszóljon az ügyeibe.

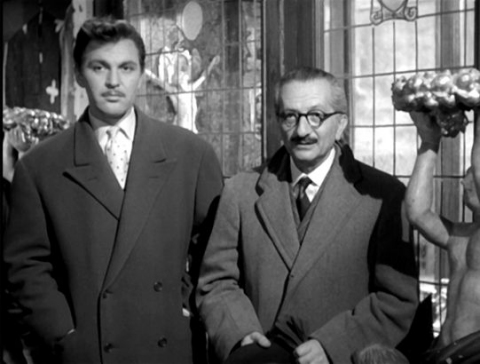
Fausto és Rubini úr (Franco Fabrizi és Enrico Viarisio)

Egy napon Fausto és Sandra visszatérnek a nászútról, és az utcán találkoznak Moraldóékkal. Úgy tűnik, a fiatal pár boldog együtt. Rubini úr elviszi a vejét egy régi barátja, Michele úr üzletébe, és arra kéri a férfit, hogy alkalmazza Faustót. Michele eleget tesz a kérésnek, és azonnal felfogadja a fiatalembert amolyan mindenesnek. Este Sandra Fausto elé megy, férje pedig azt javasolja, hogy menjenek moziba. A lány elárulja, hogy az apja megkedvelte Faustót, és emeletet akar építtetni a házukra, hogy a fiatalok odaköltözzenek. Fausto alig figyel a feleségére, figyelmét a mellette ülő vonzó nő köti le. Amikor az elegáns asszony film közben kimegy a moziból, Fausto mondvacsinált ürüggyel otthagyja Sandrát, és a távozó nő után siet. Hazáig követi őt, a telefonszámát kéri tőle. A nő színlelt felháborodással elutasítja. Azt mondja, ő vagyonos asszony, a fiatalemberhez inkább a cselédlánya illene, és különben is az ifjút egy nővel látta a moziban. Fausto gátlástalanul tagadja ezt, és megcsókolja a szépasszonyt. Mire visszamegy a mozihoz, már vége a filmnek, Sandra az utcán várakozik rá. A lány sírva fakad, a fiú azonban hűségét bizonygatja, és Sandra hisz neki, mert hinni szeretne.
Eltelik néhány hónap, eljön a farsang ideje. Mindenki jelmezbe öltözik, Alberto nőnek maszkírozza magát. A rendezvényen látszólag mindenki jól érzi magát, de érződik, hogy szereplőinkkel valójában nincs minden rendben. Fausto a mulatságon találkozik Michele úr feleségével, és mivel azt hiszi, az asszony flörtöl vele, ő is érdeklődni kezd iránta. Másnap Albertót Moraldo és barátnője támogatja haza. Furcsamód Alberto részegen jobban látja a valóságot, mint józanon: „Senkik vagytok!” – mondja Moraldónak a bikaborjakról, vagyis tulajdonképpen saját magáról is. Házuk kapujában nővére, Olga várja. Elbúcsúzik tőle, mert végleg elmegy a barátjával. Azt kéri öccsétől, hogy komolyodjon meg végre. Alberto otthon azzal nyugtatja síró anyját, hogy nem baj, ha Olga elmegy tőlük, ő majd dolgozni fog. Azonban ahogy kimaszkírozva elterül a fotelben, kétséget sem hagy afelől, hogy mennyire kell komolyan venni iménti kijelentését. A boltban Michele úr figyelmezteti Faustót, hogy ne késsen többször, mert 9-kor nyitnak, nem 11-kor. A fiatalember mentegetőzni próbál, Michele úr azonban átlát a szitán. A raktárban Fausto megpróbál kikezdeni Michele úr feleségével, meg is csókolja őt, mire a nő pofon vágja. Este záráskor Michele úr felhívja magukhoz Faustót azzal az ürüggyel, hogy házassági évfordulójukat ünneplik a feleségével. Az asszony azonban csak addig jelenik meg, amíg italt hoz nekik. Michele úr először a békés családi életükről, szürke hétköznapjaikról mesél a vendégnek, majd hangnemet vált. Azt mondja, családtagként fogadták Faustót, aki ezzel durván visszaélt. Odaadja neki a bérét, és azt mondja, másnap már ne is jöjjön, rokonai előtt meg magyarázza ki magát valahogy.

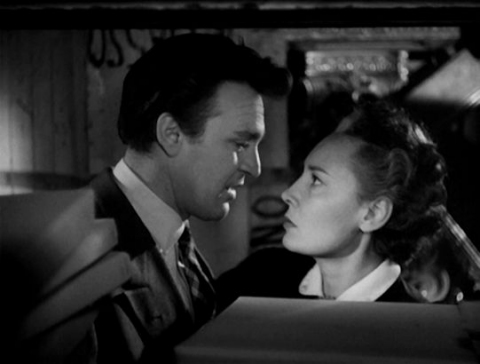
Fausto és Giulia asszony (Franco Fabrizi és Lída Baarová)

Michele úr valószínűleg nem olyan magyarázatra gondolt, mint amilyet Fausto ad Moraldónak az elbocsátásáról. Azt hazudja, hogy Giulia asszony szerelmes volt belé, ő azonban visszautasította az öregedő nőt, mire az bemártotta a férjénél, aki felmondott neki. Még a bérét sem fizette ki. Moraldo elhiszi a képtelen mesét, sőt fel van háborodva, mert Faustónak felmondási idő is járt volna. Fausto előadja, hogyan szeretné „kárpótolni” magát. Moraldo segítségével el akar emelni egy 40 ezer lírát érő szobrot Michele úr raktárából, mert állítása szerint az jár neki, és különben se tud senki a szoborról. Moraldo hajlandó segíteni a lopásban. Másnap a félnótás Giudizio közreműködésével templomról templomra járva próbálják értékesíteni a szobrot, ám mindenütt elutasítják őket. Senki nem mondja a szemükbe, de mindenkin látszik, hogy tudják: valójában lopott áruról van szó. Este Rubini úr úgy érkezik haza, hogy rátámad Moraldóra, majd Faustóra. Mindent megtudott: a lopást és Fausto tisztességtelen viselkedését Giulia asszonnyal. Fausto sértődést színlelve kirohan a házból. Moraldo a Faustótól hallott hazugságokkal próbálja megnyugtatni Sandrát, aki ismét elhiszi férje ártatlanságát. Utánamegy a kertbe, és megígéri, hogy ő majd elmondja az „igazságot” az apjának Michele úrról és Giulia asszonyról. Fausto ismét hűségéről biztosítja Sandrát. A Rubini család megbocsát a széltoló férjnek, s miután megszületik a fiatal pár gyermeke, a kicsi Moraldo, már alig törődnek Faustóval. A fiatalember ugyan megígéri, hogy most aztán munkát keres magának, de valójában megy minden a régiben.
A városba látogat egy kisebb színtársulat színész-igazgatója, Sergio Natali. Fellépését persze megtekintik a bikaborjak is. Különösen Leopoldo nagyon izgatott, mivel előzetesen elküldte egyik darabját Natali úrnak, aki azt üzente, hogy előadás után fogadja őt az öltözőjében. A találkozóra a barátok is elmennek. Natali úr valamennyiüket szívesen fogadja, Leopoldo pedig őszinte csodálatáról biztosítja a művészt. Fausto itt sem tagadja meg önmagát, beszélgetés helyett inkább a szomszéd öltöző ajtajában felbukkanó csinos szubrettel szemez. A társaság vacsorázni megy, Leopoldo az asztalnál felolvas a színdarabjából. Hol Fausto, hol Alberto ásítozása kíséri a felolvasást. Az ifjak akkor élénkülnek fel, amikor a helyiségben megjelennek a táncosnők. Egyre hangosabb mulatság veszi kezdetét, ami idegesíti Natali urat, ezért távozik. Leopoldo vele megy, és arról panaszkodik neki, hogy ebben a sivár városban, a semmi iránt nem érdeklődő barátok között milyen nehezen megy az alkotás. A tengerpartra mennek, a művész a sötét mólóra hívja Leopoldót, hogy ott folytassa a felolvasást. A naiv fiatalember ekkor kezdi megérteni, hogy az idős férfi nem a darabja, hanem iránta érdeklődik. Elfut, és futását Natali úr kacaja kíséri.

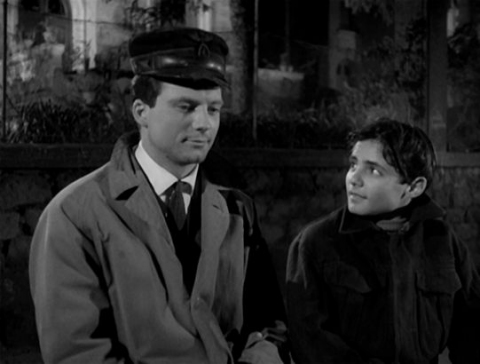
Moraldo és Guido (Franco Interlenghi és Guido Martufi)

Fausto a szubrettel töltötte az éjszakát. Hajnalban távozik, Moraldo várja. A fiatalember Sandrát hozza szóba, Fausto azonban felháborodik, hogy sógora prédikálni akar neki. Sandra ébren van, amikor a férje megérkezik. Fausto a gyerekkel próbál kedveskedni, de a feleségét már nem tudja újból megtéveszteni. Sandra sírva arra kéri, hogy tűnjön el. Fausto azonban ott marad, ezért másnap reggel Sandra megy el a gyerekkel együtt. Senki nem tudja, hová ment, mindenki őket keresi. A bikaborjak elmennek a dajkához is, ám Sandra nincs ott. Fausto egyre jobban aggódik a feleségéért, barátai viszont inkább a gyomrukkal törődnének, hiszen a dajka étellel kínálta őket. Fausto egyedül folytatja a keresést. Újra találkozik a moziban megismert nővel, aki kacérkodik vele, ám ezúttal a fiatalemberben valóban felülkerekedik a hűség, és folytatja Sandra keresését. Végül Michele úr üzletében köt ki, akinek sírva panaszolja Sandra eltűnését. Együtt mennek Moretti úrhoz, és kiderül, hogy Sandra egész nap ott volt a gyerekkel. Moretti úr kiküldi a menyét, leveszi a nadrágszíját, és alaposan ellátja a fia baját. Fausto kiáltozását hallva Sandra be akar menni a szobába, Michele úr azonban megakadályozza. Végül mégis bemegy, és megfékezi az apósát. A fiatalok együtt mennek haza, ám Sandra tőle eddig szokatlan határozottsággal kijelenti, hogyha férje tovább folytatja eddigi életvitelét, ő fogja úgy elverni, ahogy az imént az apósa. Úgy tűnik, Fausto és Sandra élete rendeződik, Albertóé, Riccardóé és Leopoldóé meg úgy folytatódik, ahogyan eddig. Egyedül Moraldo dönt a változtatás mellett: reggel felül a Rómába tartó vonatra. Az állomáson csupán kis barátjától, Guidótól búcsúzik, hiszen utazásáról senkinek sem szólt…

## Így készült a film

### Társadalmi háttér

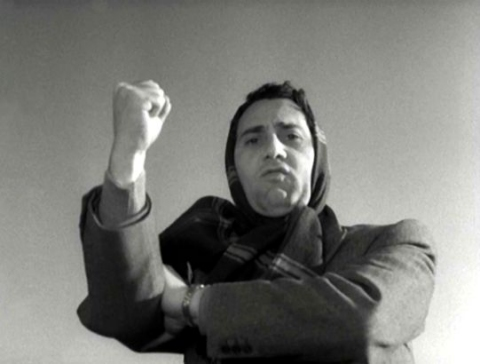
Alberto beint az út szélén dolgozóknak (Alberto Sordi)

Az 1950-es évek nagy változásokat hoztak Olaszországban is. Kisebbedtek a II. világháború pusztításának látható nyomai, és ezzel együtt eltűnőben volt az az óriási nyomor és nélkülözés is, ami megannyi neorealista film témáját szolgáltatta. Olaszország mezőgazdasági országból ipari hatalommá vált, megnövekedett a vállalkozói kedv, ami az életszínvonal emelkedésével járt. Fejlődésnek indultak a humán tudományok, egyre nagyobb teret hódított a pszichológia és a pszichoanalízis. Miközben világviszonylatban kiéleződött az ellentét a két világrendszer között, és a hidegháború elnevezés bevonult a mindennapi szóhasználatba, addig Itáliában a jobb- és baloldal éles szembenállása megszűnőben volt, amihez a Sztálin halálát követő desztalinizációs folyamat és az 1956-os magyarországi forradalom tapasztalatai is hozzájárultak. Az ipari fejlődéssel együtt járó motorizáció és a televíziózás elterjedése az addig elzártnak, periférikusnak mondható területeket is bekapcsolta az ország lüktető vérkeringésébe, noha a „gazdag Észak” és a „szegény Dél” hagyományosnak mondható ellentétét nem sikerült feloldani. A munkanélküliség és az írástudatlanság továbbra is a déli területek jellemzője maradt, országos viszonylatban pedig elmondható volt, hogy a gyors gazdasági fejlődéssel nem tartott lépést a társadalom fejlődése: elavult hagyományok és idejétmúlt erkölcsi normák határozták meg az emberek mindennapi életét, és nyilvánvalóvá vált, hogy az addigi patriarchális családmodell ideje lejárt.
A gazdasági fejlődés okozta változásokkal a filmművészet sem igen tudott lépést tartani. A neorealizmus kifulladt, mivel eltűnőben voltak azok a társadalmi körülmények, melyekből témáit merítette. A művészek egy része megpróbálkozott valamiféle „higított” változattal, az úgynevezett „rózsaszín neorealizmus”-sal, míg mások másfelé kísérleteztek. Évtizedek távlatából a legtermékenyebbnek a neorealizmus meghatározó egyénisége, Roberto Rossellini próbálkozásai nevezhetők. (Fellini egyébként korábban Rossellini munkatársa volt.) Akkori felesége, Ingrid Bergman főszereplésével készült filmjeit a korabeli kritika ugyan többnyire elutasítóan fogadta, azóta viszont nyilvánvalóvá vált, hogy bennük Rossellini az emberi lélek, az ember és környezete kapcsolatának olyan vizsgálatába kezdett, amely később Michelangelo Antonioni művészetében teljesedett ki igazán. Voltak olyan filmrendezők is, akik a múlt felé fordultak, hogy megtalálják helyüket a jelenben. Közéjük tartozott Fellini is, aki saját ifjúságának emlékei alapján forgatta második önálló mozifilmjét, A bikaborjakat.

### Egy korai Amarcord

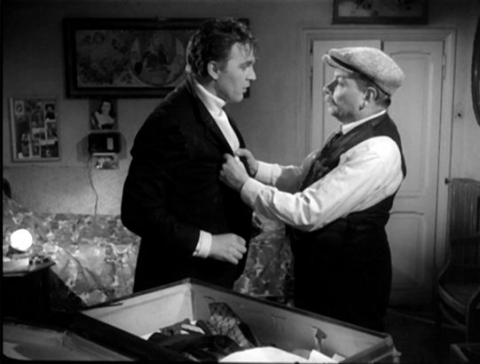
Fausto és az édesapja (Franco Fabrizi és Jean Brochard)

Első önálló játékfilmje, A fehér sejk (1952) csúfos kudarca ellenére a szakma nem írta le Fellinit, aki számos újabb ajánlatot kapott a rendezésre. Így például megfilmesíthette volna Diego Fabbri A csábító című vígjátékát felesége, Giulietta Masina és jó barátja, Leopoldo Trieste főszereplésével. Felmerült annak lehetősége, hogy Indokínában forgasson egy filmet a missziókról, de ez az ajánlat nem volt túl kedvező, hiszen már Rossellini és Pietro Germi is visszautasította. Carlo Ponti krimit szeretett volna csináltatni vele egy magától Fellinitől származó ötlet alapján. Egy másik producer pedig azt szerette volna, ha egy volt Miss Italia, Fulvia Franco és bokszoló férje, Tiberio Mitri főszereplésével készített volna egy filmet. Fellini azonban makacsul ragaszkodott ahhoz, hogy saját maga válasszon témát, és dédelgetett filmtervét, a modern mesének nevezett Országútont javasolta. Pechére azonban épp akkoriban bukott meg a mozikban a rangos Cesare Zavattini – Vittorio De Sica páros Csoda Milánóban (1951) című modern meséje, ezért Fellini producere, Luigi Rovere nem lelkesedett egy hasonló jellegű filmért. Rossz anyagi helyzete miatt az Országúton megfilmesítési jogát Rovere átengedte Lorenzo Pegorarónak, aki viszont legfeljebb vígjátékot volt hajlandó készíteni. Fellini hosszas megbeszéléseket folytatott Ennio Flaiano forgatókönyvíróval, míg végre előállt A bikaborjak ötletével, ami Pegorarónak is megfelelt.

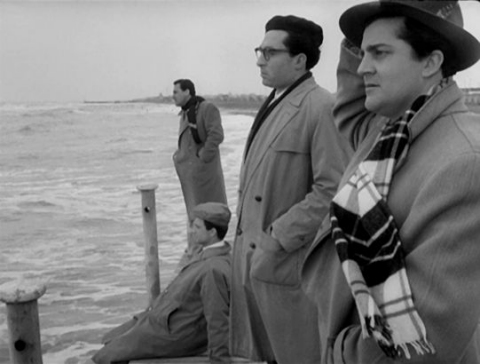
A bikaborjak a tengerparton

A Fellini életével és munkásságával foglalkozók körében vita tárgyát képezi, hogy A bikaborjak mennyiben tekinthető önéletrajzi műnek, és ily módon az Amarcord (1973) korai elődjének. A címszereplő bikaborjak ugyanis mintegy 8-10 évvel idősebbek voltak, mint annak idején Fellini, aki ráadásul még azelőtt elment Riminiből, mielőtt „bikaborjú” lehetett volna. Maga Fellini viszont ezt mondta: „Eredetileg nem ismertem azokat az utcasarkokon ácsorgó fiatal férfiakat, a »szoknyapecéreket«, akiket A bikaborjakban bemutatok, de sokszor volt alkalmam megfigyelni őket. Idősebbek voltak nálam, így nem lehettek a barátaim, viszont a forgatókönyv arról szól, amit láttam belőlük meg az életükből, no meg arról is, amit hozzáképzeltem.” Ha ehhez hozzávesszük még azt is, hogy később Fellini milyen élénken tiltakozott az ellen, hogy az Amarcordot önéletrajzi műként értelmezzék, és jó barátja, Titta is állítólag azt nyilatkozta, hogy a film oly részletességgel mutatja be az ő családjának az életét, mintha a náluk gyakran vendégeskedő Fellini magnetofonnal közlekedett volna közöttük, akkor megállapíthatjuk, hogy a két film között igenis vannak rokon vonások: mindkettő inkább Fellini fiatalkori megfigyelésein, semmint személyes élményein alapul. Hasonlóság még az is, hogy Fellini egyik film esetében sem volt hajlandó Riminiben forgatni, hanem úgy döntött, inkább az emlékezetében élő, innen-onnan származó képtöredékekből épít fel egy képzeletbeli kisvárost. A bikaborjak esetében az olcsóság is szempont volt, emiatt az eredeti helyszínek lehetőségét eleve ki kellett zárni. Jellemző, hogy az Adriai-tenger partjának klasszikus ábrázolásaként emlegetik azt a jelenetet, amelyben a címszereplők a mólóról figyelik a tengert, ám a képsort – a többi vízparti jelenethez hasonlóan – valójában Ostiában rögzítették.
És kik azok a bikaborjak? Fellini értelmezése szerint azok, akiket „még nem rúgott el maguktól az anyjuk, de ahhoz már elég ügyesek és felnőttek, hogy bajba kerüljenek.” A rimini dolgozó emberek azokat illették a „vidlòn” (olaszul: vitelloni) kifejezéssel, akik nem dolgoztak. Ebbe a csoportba tartoztak a diákok is, ám főleg az aranyifjak, a henyélők és naplopók alkották a „bikaborjak” legszámottevőbb rétegét. Egyes magyarázatok szerint a kifejezés valójában nem is Romagna tartományból, hanem Marche tartományból származik, a pescarai Flaiano család szókincséből. Ennio Flaiano 1971-ben így írt erről: „Az én időmben az olyan szerény családból való fiút nevezték »vitelloné«-nak, aki, ha tanult is, lemaradt a többiektől, vagy lustálkodott… A »vudellone« torzult formája lehet, amely nagybélűt, nagyevőt jelent, családi szóhasználatban az olyan mihaszna fiút, aki csak a hasát tömi, de nem dolgozik.”

### A színészválasztás
Fellini a maga akaratát kívánta érvényesíteni a szereposztásban is. A producer tiltakozása ellenére ragaszkodott ahhoz, hogy előző filmje, A fehér sejk két férfi főszereplője, Leopoldo Trieste és Alberto Sordi A bikaborjakban is szerepeljenek. Pegoraro főleg Sordi szerződtetését kifogásolta, akit szerinte a közönség nem kedvelt, és a bukás kockázatát jelentette. Pegoraro aggodalmát később a forgalmazó is osztotta, aki szerződésben kötötte ki, hogy Sordi neve nem szerepelhet a plakátokon. A Sors iróniája azonban, hogy Sordi A bikaborjakkal óriási sikert aratott, és onnantól kezdve egészen a haláláig az olasz filmipar egyik legnépszerűbb és legsikeresebb sztárjának számított. Gondot jelentett viszont, hogy a művész A bikaborjak forgatását megelőzően elkötelezte magát egy országos turnéra egy varietéműsorral, ezért a stáb kénytelen volt vele tartani a szegényes turné egyes helyszíneire, hogy forgatni tudjanak. A film egyik jelenetének helyszíne e kényszer miatt volt az életveszélyessé nyilvánított firenzei Goldoni Színház, ahová a viareggói karnevál raktárából hozták a díszleteket.

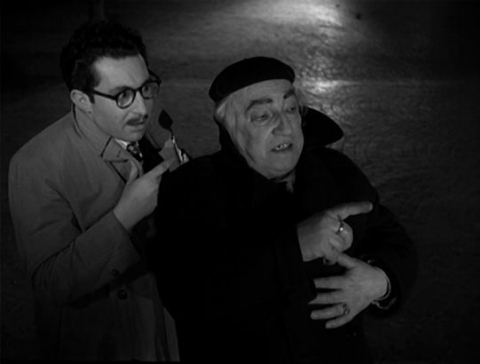
Leopoldo és Natali úr (Leopoldo Trieste és Achille Majeroni)

Fausto szerepét elsőként Fausto Tozzinak ajánlották fel, sőt még a figurát is róla nevezték el, Tozzi viszont lemondta a szerepet. Helyette egy ügynökség Raf Vallonét vagy Walter Chiarit ajánlotta, Fellini azonban maga akart dönteni. Barátság ide vagy oda, Sordinak is nemet mondott, aki Fausto szerepét érdekesebbnek tartotta, mint Albertót. A rendező végül egy ismeretlent, Franco Fabrizit választotta, aki egy ideig Sordi turnépartnerének, Wanda Osirisnek volt a fiúja. (Fabrizi hangját Nino Manfredivel utószinkronizálták.) A Moraldót játszó Franco Interlenghi valaha gyermekszínész volt, Vittorio De Sica emlékezetes drámája, a Fiúk a rács mögött (1946) egyik főszereplője, aki aztán meg is maradt a színészi pályán. Fellini megpróbálta magát De Sicát megnyerni a homoszexuális színész szerepére. A rendezőként és színészként egyaránt nagy tekintélynek örvendő De Sica a Roma Termini (1953) című filmjének forgatása közben fogadta fiatal kollégáját. Találkozásuk rendkívül szívélyes légkörben zajlott, ám De Sica mégsem fogadta el a felkérést. Tullio Kezich Fellini-biográfiája szerint De Sica megérezte, hogy a produkcióban nincs nagy pénz, valószínűbb magyarázat azonban, hogy igazából attól félt, hogy a magánéletben esetleg azonosítják őt a homoszexuális színész figurájával. A szerepet végül Achille Majeroni kapta. Fellininek valaki azt tanácsolta, hogy okulva De Sica esetéből, Majeronit ne avassa be a szerep részleteibe, és Fellini megfogadta a tanácsot. Majeroni számára a forgatókönyv alapján tényleg nem volt teljesen egyértelmű, hogy tulajdonképpen mit is akar az általa játszott figura a kezdő drámaírótól az éjszakai tengerparton, egyre csak azt hajtogatta, hogy „van benne valami sötét, valami gyanús”, miközben Fellini állítólag jót mulatott rajta a háta mögött.
A stábba bekerült Fellini öccse, Riccardo is mint az ötödik bikaborjú: lényegében saját magát kellett játszania. Rajta kívül színpadi színészek kaptak még szerepeket, mint például Enrico Viarisio, Paola Borboni és Carlo Romano. A vállalkozás finanszírozásába nem túl nagy lelkesedéssel ugyan, de beszállt a francia Cité Films is, ezért néhány francia színészt is szerződtetni kellett. Fellini választása másodvonalbeli művészekre esett: Jean Brochard, Claude Farell, Arlette Sauvage. A társulat legérdekesebb tagja azonban kétségtelenül az egykori cseh díva, Lída Baarová volt, aki arról vált híressé – vagy inkább hírhedtté –, hogy korábban viharos viszonyt folytatott a Harmadik Birodalom propagandaminiszterével, Joseph Goebbelsszel. A kapcsolatot igencsak megszenvedte, mivel Hitler elvárta a példamutató családi életet a beosztottjaitól, a Goebbels família családi békéjének kéretlen védelmezőjeként lépett fel Baarová ellen, aki a szocializmus időszakában mint kollaboráns került egy prágai börtönbe. Sikerült aztán Argentínába menekülnie, majd Spanyolországban telepedett le. Fellini filmje nem egy valaha fényes karrier lezárását, hanem egy esetleges újabb karrier kezdetét jelentette az akkor még csak 38 éves színésznő számára.

### A forgatás

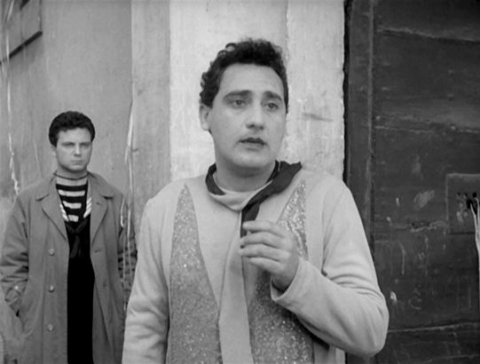
Alberto és Moraldo (Alberto Sordi és Franco Interlenghi)

Maga a forgatás 1952 decemberében kezdődött, és amint arról már szó volt, muszáj volt a lehetőségekhez képest Alberto Sordi turnémenetrendjéhez igazítani. Az év végi ünnepek miatt egyébként leállt a forgatás, majd január 15-én folytatódott. A szervezési problémák mellé anyagi természetűek is társultak, ezért a forgatás akadozva haladt előre. Fellinit azonban a kaotikus körülmények egyáltalán nem zavarták, sőt munkásságának valóságos védjegyévé váltak, hiszen későbbi filmjei is hasonlóan zaklatott körülmények között születtek. Fellini olykor nehezményezte, hogy szerinte Otello Martelli operatőr túlzott aprólékossággal végzi a helyszínek bevilágítását. Ez a probléma főleg akkor jelentkezett, amikor az időtényező miatt sietni kellett egy-egy jelenet felvételével. Martelli és Fellini között ilyen esetekben vita alakult ki, munkakapcsolatuk azonban még évekig eltartott, annak ellenére, hogy a kényszerű leállások miatt olykor nem mindig Martelli állt vissza a kamerák mögé. A forgatás helyszínei: Firenze, Viterbo, Róma, és a fiumicinói Kursaal. A visszatérő nehézségek ellenére a stábban végig jó hangulat uralkodott, és a pénzszűke ellenére a társaság mindig a legjobb éttermekben vacsorázott. Fellini nagyszerűen értett ahhoz, hogy az ilyen közös vacsorák alkalmával tréfáival hangulatot teremtsen, és összekovácsolja a különböző vérmérsékletű stábtagokat. Probléma csak a producer, Pegoraro úr részéről jelentkezett, aki (szépírás)tanári múltjához illőn torkollta a rendezőt: „Fellini, maga szadista módon gyönyörködik a csúfságban.” A derék producer biztos volt abban, hogy A bikaborjak megbukik, pláne Sordival az egyik főszerepben, ezért menteni próbálta a menthetőt. A film jogait áron alul eladta kollégájának, Angelo Rizzolinak, ő pedig hozzálátott egy „biztos kasszasikerhez”, a Scampolo ’53-hoz, amelynek főszerepét a sztárjelölt Maria Fioréra bízta. A szimata azonban megcsalta: a Scampolo ’53 megbukott, A bikaborjak viszont jelentős szakmai és közönségsikert aratott.

### A bemutató
A premier 1953. augusztus 26-án volt a XIV. Velencei Nemzetközi Filmfesztiválon. A bikaborjak egyértelmű sikert aratott a kritika és a közönség körében. A Eugenio Montale költő vezette zsűri Ezüst Oroszlán-díjjal jutalmazta Fellini alkotását. (A fődíjat, az Arany Oroszlánt abban az évben nem adták ki.) A premier és a díjátadás (szeptember 4.) közötti napokat Fellini és a stáb vidám hangulatban, éjszakákba nyúló közös iszogatással töltötte. Jókedvüket nem vette el a néhány kedvezőtlen kritika sem. Egyes baloldali kritikusok nehezményezték, hogy a film nem fogalmazza meg egyértelműen az ábrázolt problémát, így nem tud javaslattal szolgálni a megoldásra sem. (Az 1950-es években effajta elvárások voltak a filmművészettel szemben az olasz baloldal részéről.) Az ellenvetések közül a legmegalapozottabbnak az a kifogás tűnt, hogy a film lényegében felmenti az idősebbeket, mintha a szülők teljesen vétlenek lennének abban, ahogyan léhűtő gyermekeik élnek. Nemeskürty István Felliniről szóló könyvében viszont jogosan állapítja meg, hogy a bikaborjak szereplőinek problémái inkább belső, semmint társadalmi eredetűek, hiszen igazából nincsenek anyagi gondjaik, vagy ha mégis, akkor annak saját lustaságuk, és nem a társadalmi körülmények az okai. Mivel kispolgári származásúak, így a munkától való irtózásuk sem valamiféle osztálygőg eredménye, hanem egyfajta belső tehetetlenségből fakad. Fellinitől mindig is távol állt az erkölcsi prédikáció, ő inkább bemutatott helyzeteket, embereket, sorsokat, az ítélkezést pedig a nézőre bízta. Az a fajta hangsúlyos társadalombíráló hevület, ami később mondjuk Elio Petri munkásságát jellemezte, Fellini esetében szóba sem kerülhet.

### A forgalmazás
A velencei siker előtt a forgalmazók nem tolongtak, hogy megszerezzék A bikaborjak jogait. Egyes forgalmazók arra sem voltak hajlandók, hogy megtekintsék a filmet, mások úgy gondolták, címváltoztatásra lenne szükség, és a Vagabondi (Csavargók) címet javasolták. Fellini azonban ragaszkodott az általa választott címhez, ami később a külföldi forgalmazókat is nehézségek elé állította, hiszen a szónak nem volt megfelelője más nyelvekben. Egyedül a franciák vállalták a rizikót, és a francia változat címében (Les Vitelloni) meghagyták az eredeti olasz kifejezést. Az angol cím The Drones (Naplopók), a német Die Müßiggänger (Henyélők), a spanyol pedig Los inutiles (Mihasznák) lett. A legközhelyesebb megoldást az amerikai forgalmazó választotta a The Young and the Passionate (A fiatalság és a szenvedély) címmel. Meglepően hangzik, de a film rekordbevételeket hozott a távoli Argentínában.

## Moraldo a városban

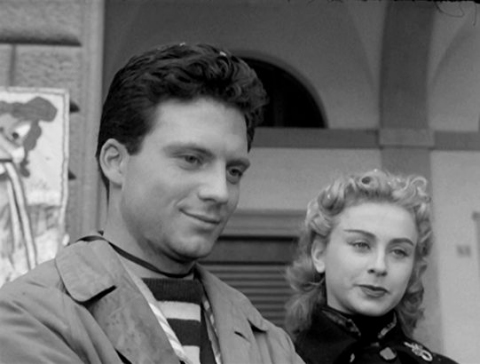
Moraldo a barátnőjével

Ahogy az évtizedek óta mindig is megesik egy-egy sikeres film után, A bikaborjak esetében is felmerült a folytatás gondolata, olyan képtelen címekkel, mint például Az üszőborjúk.  Fellini sosem rendezett folytatást egyik filmjéhez sem, ám A bikaborjak volt az egyetlen alkotása, melynek kapcsán komolyan eljátszadozott ennek gondolatával. A film sikerét elsősorban arra akarta felhasználni, hogy végre megvalósíthassa az Országútont, 1954 januárjában azonban ismét foglalkoztatni kezdte Moraldo alakja, aki a film végén éppúgy eltávozott szülővárosából, mint egykoron ő maga Riminiből. Tullio Pinellivel és Ennio Flaianóval közösen filmnovellát írt Moraldo a városban címmel, és azt tervezte, hogy egyszer filmet fog csinálni belőle. Ez a történet nem a megfigyelésein, hanem valóban személyes élményein alapult. 1939-ben érkezett Rómába, és szerkesztőségről szerkesztőségre járt munkát keresni, barátságokat kötött, gáláns kalandjai voltak, majd megjelent életében az igazi szerelem, ami visszahozta tűnőben lévő életkedvét. A filmnovella állítólag dokumentumszerű részletességgel követte a rendező életének ezt az időszakát, de nem lett belőle se forgatókönyv, se film. A folytatásról ábrándozó producerek ismét a kételyeiket hangoztatták, mint A bikaborjak forgatása előtt, és később Fellini művészi szemléletmódja is megváltozott: a magánélet tényei helyett a hangulatok, a miliő került előtérbe filmjeiben. Moraldo története mégsem maradt felhasználatlan, Fellini sokat merített belőle az Édes élethez (1960), melynek főhősét szintén Rubininek hívják, mint A bikaborjakban. Keresztneve azonban már nem Moraldo, hanem Marcello, hiszen a szerepre Fellini megtalálta az alteregóját Marcello Mastroianni személyében.

## Magyar kritikai visszhang
„A bikaborjak kulcsképsora tehát a kisvárosi farsang, amikor az öt léhűtő jelmezekben dáridózza át az éjszakát […], és hajnaltájt iszonyodva látják pojáca önmagukat. A kelő nap józan fénye erkölcsi megsemmisítéssel egyenlő; félreérthetetlenül átlátják, hogy életük semmit se ér, s ennek csakis saját maguk az okai; de nincs erejük, hogy ez ellen bármit tegyenek; a puszta felismerés kínjában vájkálnak, mint Dosztojevszkij hősei. Ez a képsor sok tekintetben hasonló Az édes élet híres zárójelenetéhez, amikor Marcello Rubini az átmulatott éjszaka után kimegy a tengerpartra, és megpillantja a nagy halat, majd utána a kedves kislányt, a tiszta és értelmes munka jelképét. (Lásd: a kis vasutasgyerek.) A bikaborjakban már nyoma sincs A fehér sejk rendezői bizonytalankodásainak: ugyanaz az Alberto Sordi, aki oly hatásvadász pózokban ágált, mint Fehér Sejk, most élete egyik legjobb és legdrámaibb alakítását nyújtja; ugyanaz a Leopoldo Trieste, aki oly szánalmasan meresztgette szemeit, mint elhagyott férj A fehér sejkben, most szinte eszköztelenül alakít a drámaíró-önjelölt szerepében; s még olyan alkalmi szereplők is, mint Riccardo Fellini, a rendező öccse – Riccardo szerepében –, hitelesen keltik életre hajdani önmagukat.”
(Nemeskürty István: Fellini – Szemtől szemben. Budapest, 1974, Gondolat kiadó, 46. oldal)

## Főszereplők

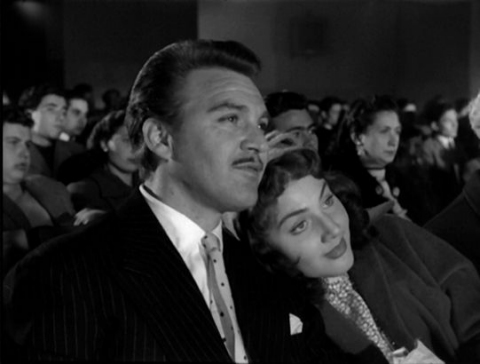
Fausto és Sandra a moziban (Franco Fabrizi és Leonora Ruffo)

- Franco Interlenghi (Moraldo Rubini)
- Alberto Sordi (Alberto)
- Franco Fabrizi (Fausto Moretti)
- Leopoldo Trieste (Leopoldo Vannucci)
- Riccardo Fellini (Riccardo)
- Leonora Ruffo (Sandra Rubini) (Eleonora Ruffo néven szerepel a stáblistán)
- Jean Brochard (Francesco Moretti, Fausto apja)
- Claude Farell (Olga, Alberto nővére)
- Carlo Romano (Michele Curti)
- Enrico Viarisio (Rubini úr, Moraldo és Sandra apja)
- Paola Borboni (Rubininé, Moraldo és Sandra anyja)
- Lída Baarová (Giulia Curti) (Lida Baarowa néven szerepel a stáblistán)
- Arlette Sauvage (ismerős nő a moziban)
- Vira Silenti (Gisella)
- Maja Nipora (a szubrett)
- Achille Majeroni (Sergio Natali, a vendégszereplő színész)
- Guido Martufi (Guido, a fiatal vasutas)
- Silvio Bagolini (Giudizio, a félnótás)
- Milvia Chianelli (Riccardo barátnője)

## Díjak és jelölések

### Oscar-díj
- 1958 jelölés Federico Fellini, Ennio Flaiano, Tullio Pinelli (legjobb eredeti forgatókönyv)

### Ezüst Szalag díj
- 1954 díj legjobb producer
- 1954 díj Federico Fellini (legjobb rendező)
- 1954 díj Alberto Sordi (legjobb férfi mellékszereplő)

### Velencei Filmfesztivál
- 1953 Federico Fellini (Arany Oroszlán-jelölés, Ezüst Oroszlán-díj)